# 雷克塔區
5°54′00″S 77°43′59″W / 5.90000°S 77.73306°W
雷克塔區（西班牙語：Distrito de Recta），是秘魯的一個區，位於該國北部亞馬遜大區的邦加拉省，始建於1946年7月20日，面積24.6平方公里，2005年人口335，人口密度每平方公里13.6人。